# 금전초
금전초(金錢草)는 천남성과에 속한 현화식물의 일종이다. 케냐에서 남아프리카 북동부에 이르는 아프리카 동부에 자생하는 열대다년생식물이다. 네덜란드의 묘목장은 1996년경에 최초로 금전초를 상업적으로 대규모로 증식하기 시작했다.

## 어원
식물학적 명칭은 한편으로는 소철의 속 플로리다소철속(en:Zamia)의 이파리와의 피상적인 유사성에서, 다른편으로는 학명이 고대 중동 언어의 어휘 culcas 또는 colcas에서 유래하였으며 아랍어로 qolqas(قلقاس, IPA: [ʔolˈʔæːs]) 라고 명명된 토란속(en:Colocasia)과의 근연성에서 유래하였다. 식물학적 동의어로는 Caladium zamiaefolium, Zamioculcas loddigesii, Zamioculcas lanceolata 등등이 있다.

## 역사
금전초는 1829년에 로디그스 가문(en:Loddiges)이 Caladium zamiifolium이라는 명칭으로 최초로 기술했으며,(Bot. Cab. 15: t. 1408. 1829 ) 하인리히 빌헬름 쇼트(en:Heinrich Wilhelm Schott)가 스스로 만들어낸 Zamioculcas 속으로 옮겼고,(Syn. Aroid. 71. 1856) 아돌프 엥글러(en:Adolf Engler)가 오늘날의 명칭 Zamioculcas zamiifolia 을 확립하였다.(Das Pflanzenreich 4, 23B: 305. 1905.)

## 생장
금전초는 땅속의 다육질 뿌리줄기에서 45–60 센티미터 (17.7–23.6 in)까지 자라는 초본식물이다. 대개 상록식물이지만 가뭄이 들이닥치면 낙엽이 떨어지고, 다시 비가 내릴 때까지 감자처럼 생긴 땅속줄기의 형태로 버틴다. 잎들은 깃모양(en:Pinnation)이며 7–15 센티미터 (2.8–5.9 in) 길이에 달하는 6-8쌍의 소엽(en:Leaflet (botany))을 이룬다. 색깔은 짙은 녹색이며 부드럽고 윤이 난다. 꽃은 여름 중반에서 가을 초반에 부분적으로 이파리 밑부분 사이에 가려진 길이 5–7 센티미터 (2.0–2.8 in) 의 밝은 노란색에서 갈색 사이의 색깔을 띄는 육경화서(en:Spadix (botany))의 형태로 피어난다.
금전초는 대개의 식물들에 비해 수분을 많이 함유하여 이파리의 91%, 잎자루의 95%가 수분으로 이루어져 있고 각각의 이파리가 반 년 이상의 수명을 지니기 때문에 광량이 적은 실내에서 물 없이 네 달 이상 생존하는 극단적인 생존력을 보여주는 것 같다.

## 공기정화
금전초는 실내 공기를 정화할 수 있다. 2014년에 코펜하겐 대학교의 식물환경학부(Department of Plant and Environmental Science)에서 수행한 연구는 금전초가 효과적으로 제거하는 순서대로 벤젠, 톨루엔, 에틸벤젠, 자일렌 등의 휘발성 유기화합물을 0.01 mol/(m2 일) 정도의 분자 흐름으로 제거할 수 있다는 것을 보여주었다.

## 독성
금전초는 옥살산칼슘(en:Calcium oxalate)을 포함하는 필로덴드론(en:Philodendron) 등의, 독성을 함유하는 수많은 속을 포함하는 천남성과의 일부이다.
바늘처럼 생긴 옥살산칼슘 결정은 피부의 민감한 부위, 점막, 결막에 염증을 일으킬 수 있다.
2010년대에는 금전초가 엄청난 독성을 띌 수 있다는 헛소문이 퍼져나갔다. 이에 따르면 금전초가 암을 유발할 수 있으며 만지기만 해도 위험할 수 있다고 하여, 어떤 사람들은 금전초를 만질 때 장갑을 꼈다. 하지만 금전초는 전통적으로 어떤 지역에서 약으로 사용되었으며, 사무실에서 굉장히 흔히 키우는 식물이고 대규모로 재배되는 것을 보면 금전초의 독성이 그리 강하지 않다는 것을 유추할 수 있다.
사실 2015년에 베르겐 대학교에서 브라인 쉬림프(en:Brine shrimp)를 치사량 검정lethality assay의 수단으로서 이용해 금전초의 추출물로 독성학적 실험을 수행했는데, 추출물의 농도를 1 mg/mL까지 올렸을 때조차 브라인 쉬림프에게 치명적이지 않았다. 과학자들은 "통념과는 대조적으로, 추출물은 유체의 생명력을 증진시키는 것처럼 보인다."고 결론내렸다.

## 재배

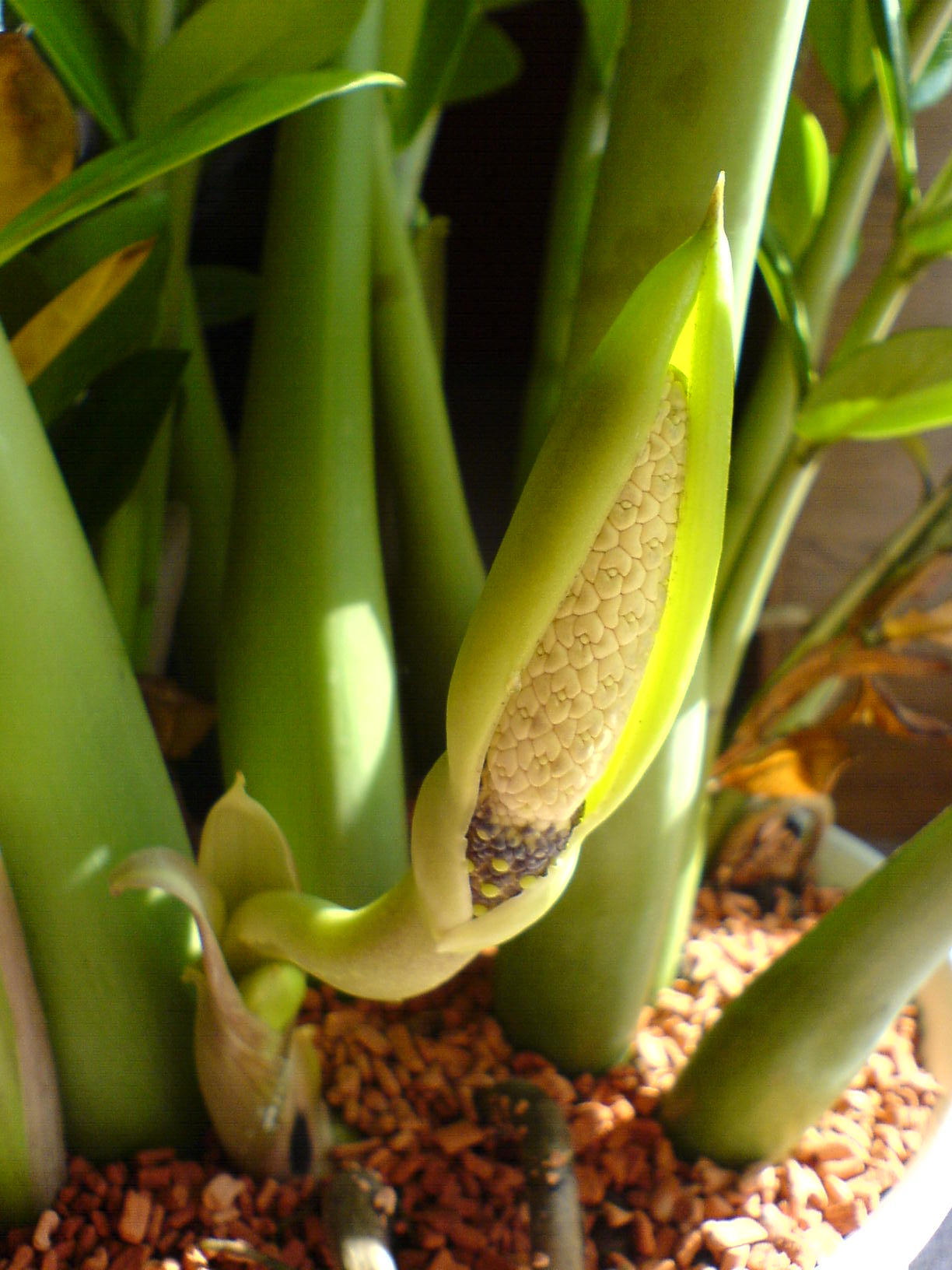
금전초의 꽃

금전초는 원예식물(en:Horticultural flora)로 길러지며, 윤이 나는 잎사귀가 매력으로 꼽힌다. 15 °C 이하의 온도에 노출시키면 좋지 않으며, 18 - 26 °C의 온도에서 잘 자란다. 온도가 높으면 이파리가 곧잘 늘어난다. 온대지역에서는 실내식물(en:House plant)로 길러진다. 물을 너무 많이 주면 죽어버릴 수 있다. 잎광택제는 사용하지 말자. 어류부산물유화비료(en:fish emulsion), 지렁이똥 액체비료와 같은 액체비료를 제일 온화한 시기에 1/4, 1/8의 농도로 화분마다 한 달에 한 번 줄 수 있다. 금전초는 밝은 간접광을 좋아하지만 270lx (25 fc) 까지의 낮은 광량에서도 살아남을 수 있으며, 이는 100와트 백열전구에서 70cm 떨어졌을 때의 광량과 비슷하다. 더운 지역에서는 이른 아침에, 비교적 추운 지역에서는 아침이나 오후에 햇빛을 직접 맞혀도 괜찮다.
이파리를 잘라꽂아 번식할 수 있다. 대개 떼낸 이파리의 밑부분을 습한 모래질 흙에 꽂은 다음 화분 전체를 폴리에틸렌 비닐봉지로 밀폐시킨다. 이파리가 썩어나갈 수 있지만, 흙 안에서 다육질 뿌리덩이가 자라나서 줄기를 뻗어 새로운 금전초가 된다. 이러한 과정은 최대 1년까지 소요될 수 있다. 단순히 질 좋은 원예용 흙에 이파리를 꽂고 그때그때 흙이 마르지 않도록 관리해주는 방법도 있다.

## 민간요법
알려진 정보는 별로 없지만, 금전초는 탄자니아의 우삼바라 산맥(en:Usambara Mountains) 동부에서 이파리의 즙을 귓병 치료에 사용하고 말라위의 물란제 현에서도 약재로 쓰인다.
탄자니아에서는 금전초를 으깨 만든 찜질제가 현지에서 "음시파mshipa"라고 불리는 염증 상태를 치료하는 데 사용된다.
금전초의 뿌리는 탄자니아 북서부의 수쿠마족(en:Sukuma people)이 전통적으로 궤양을 치료하는 데 사용하였다.

## 화학물질
금전초는 acylated C-glycosylflavone apigenin 6-C-(6″-O-(3-hydroxy-3-methylglutaroyl)- β-glucopyranoside) 을 함유한다.